# Hugo Hamilton (politiker)
Hugo Erik Gustaf Hamilton, född 21 augusti 1849 i på Blomberg Husaby socken, död 27 januari 1928 i Karbenning, var en svensk greve, ämbetsman, politiker och författare, dotterson till Erik Gustaf Geijer. Han var far till Adolf Hamilton och Florrie Hamilton samt  morfar till Olof Lagercrantz och morbror till Agnes von Krusenstjerna. Hugo Hamilton tillhörde släkten Hamilton.

## Biografi
Efter juris kandidatexamen i Uppsala 1878 samt tingsmeritering tjänstgjorde Hamilton som notarie och sekreterare i riksdagens bevillningsutskott 1881–1883 samt som sekreterare i kommerskollegiekommittén 1883. 1884 fick han i uppdrag att organisera den svenska patentmyndigheten och blev efter studier i utlandet chef för den nyupprättade Patentbyrån i Kommerskollegium. Då denna 1895 ombildades till Patent- och registreringsverket blev han dess förste generaldirektör.
Samtidigt deltog Hamilton med stort intresse i det kommunala och politiska livet i Stockholm. Han var ivrig frihandelsivrare och tillhörde allmänt den utpräglat framstegsvänliga och liberala riktningen som nu hade luft under vingarna och gjorde sig känd i Stockholm som "Den röde greven". Hugo Hamilton var riksdagsledamot för Stockholms stads valkrets i andra kammaren 1891–1893 och 1897–1901, och som sådan ledamot av särskilda utskott 1891 och 1892, urtima utskott 1898 och 1901 samt av bevillningsutskottet 1893, 1899 och 1900. I sin politiska verksamhet utmärkte sig Hamilton för stor självständighet. Då liberala samlingspartiet, vid vars bildande Hamilton tog verksam del, under Karl Staaffs ledning började radikaliseras, bröt han sig en egen väg.
Han bidrog kraftigt, trots att han motsatt sig försvarsreformen 1892 till genomförandet av försvarsreformen 1901. 1900–1918 var han landshövding i Gävleborgs län. Med liv och lust gick han in för sin ämbetsutövning, men bortkallades snart till andra uppdrag.
1907–1911 var han civilminister i Arvid Lindmans regering. Som sådan genomförde han såväl betydande sociala reformer som utvidgningar och nybyggnader av kommunikationsväsendet, såsom Trollhätte kanal, fortsättningen av Inlandsbanan samt kraftverksbyggen som Porjusdammen och Älvkarleby kraftverk. Hans fasta och lugna hållning under storstrejken 1909 torde väsentligen ha bidragit till dess fredliga avveckling.
Hamilton var ledamot av första kammaren för Gävle stads valkrets 1908–1920 och för Älvsborgs läns valkrets 1921–1928. Han blev 1913 ordförande i det utskott som behandlade pensionsförsäkringsfrågan. Till dess lösning kunde han bidra med stor sakkunskap, då han redan 1886–1889, 1891–1893 och 1898 varit verksam ledamot av socialförsäkringskommittéer. Liksom Hamilton arbetat på att skapa liberala samlingspartiet, verkade han 1912 för bildandet av ett konsoliderat högerparti i den reformerade första kammaren. Uppkomsten av nationella partiet i första kammaren var till en betydlig del Hamiltons förtjänst. Hamilton var ledamot av försvarsutskottet vid 1914 års senare riksdag och ordförande i Statens livsmedelskommission 1914. Han var även talman i första kammaren 1916–1928, fram till 1921 som utnämnd av kungen och därefter som vald av kammaren.
I andra kammaren tillhörde han den liberala Friesenska diskussionsklubben 1897–1899 och därefter Liberala samlingspartiet 1900–1901. Vid invalet 1908 i första kammaren anslöt han sig till Första kammarens moderata parti och övergick därefter 1912–1915 till Nationella partiet. Åren 1916–1917 betecknade han sig som moderat vilde och därefter som vilde under återstoden av sin riksdagstid. I riksdagen engagerade han sig bland annat för införandet av villkorlig frigivning.
Hamilton var författare till barnböcker (ursprungligen gjorda för hans egna barn) som tryckts och återutgivits ett flertal gånger. Böckerna består av egna teckningar samt s.k. nonsensverser. Hans dagböcker har också utgivits ett par gånger och betraktas som intressanta då de beskriver perioden ur såväl ett socialt som politiskt perspektiv. Hej, hopperi hoppa: rim och teckningar för barn och barnbarn, Svenskt herrgårdsliv: verser och bilder, Min farfars journal 1809–1811: anmärkningar och anteckningar (1923), Dagböcker 1911–1916 och 1917–1919, samt Hågkomster (postumt utgiven 1928) är några av de böcker Hugo Hamilton utgav.
Han var svärfar till Carl Lagercrantz. Han är begravd på Karbennings kyrkogård, öster om Fagersta i Västmanland.

## Skrifter
- För barn och barnbarn: rim och teckningar (färglagda av Florrie Hamilton, Almqvist & Wiksell, 1925). Ny, utökad uppl. Bonnier, 1967
- Min farfars journal 1809–1811: anmärkningar och anteckningar (Geber, 1923)
- Hågkomster: strödda anteckningar (Bonnier, 1928) [utgivna postumt]
- Dagböcker. 1911–1916 (utgivna av Gunnar Gerdner, Norstedt, 1955)
- Dagböcker. 1917–1919 (utgivna av Gunnar Gerdner, Norstedt, 1956)
- Hej, hopperi hoppa: rim och teckningar för barn och barnbarn (förord av Olof Lagercrantz, med en efterskrift om utgåvor och redigering av Lars Furuland, Gidlund, 1981)
  - Norsk översättning: Hei, hoppeli hoppe (översättning Jan Erik Vold, 1983)
- Svenskt herrgårdsliv: verser och bilder (Gidlund, 1982)

Översättning
- Émile de Laveleye: Vår tids folkundervisning (öfversatt, och försedt med ett tillägg rörande Folkskoleväsendets nuvarande ställning inom de trenne Skandinaviska länderna, af Hugo Hamilton, Bonnier, 1867)

## Utmärkelser

### Svenska utmärkelser
- Riddare och kommendör av Kungl. Maj:ts orden (Serafimerorden), 6 juni 1918.[3]
- Kommendör med stora korset av Nordstjärneorden, 15 januari 1910.[4]
- Kommendör av första klassen av Vasaorden, 1 december 1898.[5]

### Utländska utmärkelser
- Riddare av första klassen av Preussiska Röda örns orden, senast 1915.[6]
- Riddare av första klassen av Ryska Sankt Annas orden, senast 1915.[6]
- Riddare av första klassen av Norska Sankt Olavs orden, senast 1915.[6]
- Riddare av Spanska Karl III:s orden, senast 1915.[6]